# Alexandre Mallet
Alexandre Mallet (* 22. května 1992 Amqui) je kanadský hokejový útočník, hrající za francouzský tým Brûleurs de Loups de Grenoble
Pochází z kanadského městečka Amqui. V roce 2012 byl draftován týmem NHL Vancouver Canucks. Následující čtyři sezóny hrál v nižších kanadských soutěžích. V létě 2016 začal hrát v Pardubicích, během sezóny přišel do HC Kometa Brno. Sezóny 2019/20 a 2020/21 odehrál ve Vítkovicích, po návratu do Komety před následujícím ročníkem odešel nejdříve hostovat do Zlína a ke konci sezóny přestoupil do německého Wolfsburgu. Sezónu 2022/23 a 2023/2024 odehrál za Rouen Hockey Élite 76 ve francouzské nejvyšší lize. Po sezóně ukončil kariéru ale na poslední chvíli se před sezónou 2024/2025 přidal do francouzského týmu Brûleurs de Loups de Grenoble se kterým ovládnul francouzskou nejvyšší soutěž.